# Raíces de piedra
Raíces de piedra es una película colombiana dirigida por José María Arzuaga y Julio Roberto Peña en el año 1961. Trata sobre la problemática social de los chircaleros (fabricantes de ladrillos) que habitaban en barrios deprimidos al sur de Bogotá.
El proyecto inició como un largometraje documental pero fue evolucionando hasta convertirse en un largometraje argumental.
La película retrataba temas sociales muy impactantes por lo que fue censurada por la Junta de Censura que existía en la época alegando "distorsión malintencionada de la realidad nacional".

## Escenas censuradas
- Sacerdote preocupado por hacer un templo explota a los feligreses.
- La extracción de sangre de dos pacientes en un hospital, uno gordo y otro flaco, el gordo se desmaya porque padece de anemia
- El lanzamiento de los locos de un manicomio por exceso de locos.
- El atropello a una joven por parte de un terrateniente propietario de las canteras, chantajeándola con el cobro del arriendo.
- La muerte de Eulalia, una mujer que sucumbe en medio de la total indigencia sin poder ser socorrida con un vaso de agua ya que en las canteras no hay.
- La extrema pobreza de un rancho al que llega una mujer a que le lean el periódico.
- La destrucción de un humilde rancho, el éxodo de los habitantes, y el arrasamiento de algunas de sus pertenencias con unos vehículos enviados por los terratenientes.
- La muerte de un obrero joven que perece bajo un derrumbe producto de la inseguridad en los sistemas de trabajo sin que pueda cumplir con su deseo de ayudar a su familia.
- Un niño que es abandonado por las personas que van al entierro de Clemente, mira hacia el futuro representado en el paso de un Jet.